# Ophiomyia definita
Ophiomyia definita este o specie de muște din genul Ophiomyia, familia Agromyzidae, descrisă de Spencer în anul 1971. Conform Catalogue of Life specia Ophiomyia definita nu are subspecii cunoscute.